# Nasa ranunculifolia
Nasa ranunculifolia är en brännreveväxtart. Nasa ranunculifolia ingår i släktet färgkronor, och familjen brännreveväxter.

## Underarter
Arten delas in i följande underarter:
- N. r. bolivarensis
- N. r. cymbopetala
- N. r. guzmangoensis
- N. r. huanucoensis
- N. r. macrantha
- N. r. macrorrhiza
- N. r. pamparomasii
- N. r. patazensis
- N. r. ranunculifolia